# Platte Pfeffermuschel
Die Platte Pfeffermuschel (Abra tenuis) ist eine Muschelart aus der Familie der Pfeffermuscheln (Semelidae). Sie kommt auch in der Nordsee vor.

## Merkmale
Das deutlich abgeflachte (Name!), gleichklappige Gehäuse wird bis 13 Millimeter lang. Es ist im Umriss gerundet-dreieckig und hat ein Breite-/Höhe-Verhältnis von 1,1 bis 1,2. Es ist nur leicht ungleichseitig, denn die Wirbel sitzen nur geringfügig hinter der Mittellinie (in Bezug auf die Gehäuselänge). Der hintere und vordere Dorsalrand sind fast gerade, etwa gleich lang und fallen auch mit etwa denselben Winkeln zum Vorder- bzw. Hinterende ab. Der Hinterrand ist etwas abgestutzt. Der Ventralrand ist stark gerundet.
Das Ligament befindet sich sowohl extern wie auch intern. Das kleine, braune externe Ligament liegt hinter den Wirbeln. Das interne Ligament sitzt in einem kleinen, löffelförmigen Chondrophor. Das Schloss weist in der linken Klappe einen kleinen Kardinalzahn sowie einen sehr schwachen vorderen und hinteren Lateralzahn auf. In der rechten Klappe sind zwei Kardinalzähne und je ein schwacher vorderer und hinterer Lateralzahn vorhanden. Der hintere Kardinalzahn ist deutlich größer als der vordere Kardinalzahn. Es sind zwei Schließmuskeln vorhanden. Die Mantelbucht ist sehr tief, der ventrale Teil der Einbuchtung ist mit der äußeren Mantelansatzlinie verschmolzen.
Die weißliche Schale ist dünnwandig und zerbrechlich. Auf der Oberfläche sind feine konzentrische Linien vorhanden. Das Periostracum ist ein sehr dünner, hellbrauner Überzug. Der innere Gehäuserand ist glatt.

## Geographische Verbreitung und Lebensraum
Die Platte Pfeffermuschel hat ein Verbreitungsgebiet, das sich von der südlichen Nordsee, durch den Ärmelkanal, entlang der Küsten des Ostatlantiks bis nach Mauretanien erstreckt. Sie kommt auch im Mittelmeer vor.
Sie lebt in schlammigen Sand im Küstenbereich und Ästuaren, in Bereichen mit reduzierter Salinität.

## Taxonomie
Die Art wurde 1803 von George Montagu unter dem Binomen Mactra tenuis erstmals beschrieben. Es ist die Typusart der Gattung Abra Lamarck, 1818.

## Belege

### Online
- Marine Bivalve Shells of the British Isles: Abra tenuis (Montagu, 1803) (Website des National Museum Wales, Department of Natural Sciences, Cardiff)